# Saint-Agnan-sur-Sarthe
Saint-Agnan-sur-Sarthe is een gemeente in het Franse departement Orne (regio Normandië) en telt 119 inwoners (2009). De plaats maakt deel uit van het arrondissement Alençon.

## Geografie
De oppervlakte van Saint-Agnan-sur-Sarthe bedraagt 6,1 km², de bevolkingsdichtheid is dus 19,5 inwoners per km².
De onderstaande kaart toont de ligging van Saint-Agnan-sur-Sarthe met de belangrijkste infrastructuur en aangrenzende gemeenten.

## Demografie
Onderstaande figuur toont het verloop van het inwonertal (bron: INSEE-tellingen).